# جهنمية جرداء
الجهنمية الجرداء (الاسم العلمي:Bougainvillea glabra) هي نوع من النباتات يتبع جنس الجهنمية من الفصيلة الشبية.